# Thijs Staverman

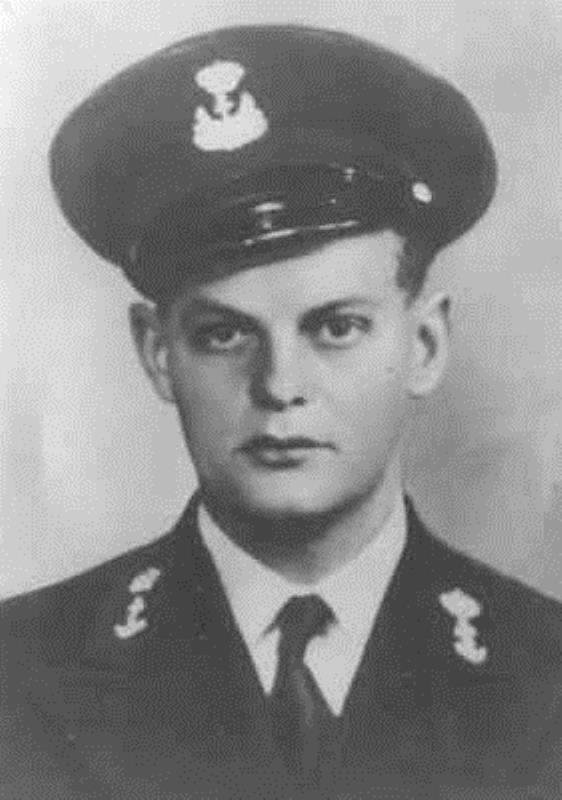
Thijs Staverman in uniform

Huibert Mathijs Staverman (Soerabaja, 16 januari 1921 - Nemo bij Hollandia, 25 september 1943), Engelandvaarder en sergeant ARO bij de Koninklijke Marine, sneuvelde op 22-jarige leeftijd tijdens een missie van de Koninklijke Marine in de Guerrillaoorlog van het Indische leger op Nieuw-Guinea.

## Familie
Thijs was de jongste zoon van Pieter Elisa Staverman (1886-1953), hoofdagent bij de Koloniale Bank en Belgisch consul in Soerabaja, en diens tweede echtgenote Elisabeth Ferdinanda Prins (*1877). Beide ouders waren afkomstig uit Nederlands-Indië en het gezin emigreerde in juni 1930 naar Nederland.

## Biografie
Na zijn Engelandvaart vertrok Thijs naar Australië, waar hij toetrad tot het Koninklijk Nederlandsch-Indisch Leger. Sergeant Staverman werd door de Marine- en Leger Inlichtingendienst gevestigd te Melbourne - ook genaamd Netherlands Forces Intelligence Service (NEFIS) - samen met sergeant Leonard Siffleet uit Gunnedah en de Ambonese korporaals M. Raharing en H. Pattiwael uitgezonden naar Nieuw-Guinea voor een spionageoperatie onder de codenaam 'Party Whiting'.

De party kreeg slechts luchttransport tot Benabena in de Eastern Highlands, op honderden kilometers van het operatiegebied Hollandia. Van hieruit vertrokken zij op 21 januari 1943 voor hun lange tocht door Nieuw-Guinea. Na een voetmars van 825 km en een tocht van 360 km langs rivieren arriveerden zij op 10 juni in Lumi ten zuidwesten van Aitape in West-Sepik. In Woma, op 25 km afstand hiervan, werd een basiskamp ingericht en van hieruit trok de party op 15 september 1943 de grens over voor de eigenlijke opdracht.
Op patrouille met korporaal Pattiwael liep Staverman bij Nemo, een kampong nabij Hollandia, in een hinderlaag. Pattiwael kon naar het bivak ontsnappen, maar Staverman overleefde het niet. Hij sneuvelde tijdens het gevecht of werd geëxecuteerd. Hierna trachtte de rest van de groep terug te keren naar Woma, maar werd op 19 oktober door de bevolking gevangengenomen en aan de Japanners in Aitape uitgeleverd. Sergeant Siffleet en de korporaals Pattiwael en Raharing werden op 24 oktober 1943 in opdracht van de Vice-Admiraal van de Japanse Keizerlijke Marine Michiaki Kamada door de Kempeitai in het openbaar standrechtelijke geëxecuteerd middels onthoofding op het strand van Aitape. Naderhand werd in Hollandia een schokkende foto van de executie gevonden, waarvan verondersteld wordt dat het de enige bewaarde opname is van een westerse krijgsgevangene die door een Japanse soldaat wordt geëxecuteerd.

## Trivia
- Postuum drager van de Bronzen Leeuw.
- De ondiepwatermijnenveger Hr. Ms. Staverman in de Van Straelenklasse werd naar hem vernoemd.
- Zijn broer Ferdinand Pieter Staverman (Soerabaja, 7 september 1919 - Melk, 13 juli 1944), eveneens Engelandvaarder, werd onderweg naar Engeland door de nazi's in de Pyreneeën opgepakt en naar het  Außenkommando Melk bij Mauthausen gedeporteerd, waar hij op 25-jarige leeftijd stierf.